# (4301) Boyden
Pour les articles homonymes, voir Boyden.
(4301) Boyden est un astéroïde de la ceinture principale.

## Description
(4301) Boyden est un astéroïde de la ceinture principale. Il fut découvert le 7 août 1966 à Bloemfontein par l'observatoire Boyden. Il présente une orbite caractérisée par un demi-grand axe de 3,11 UA, une excentricité de 0,11 et une inclinaison de 2,3° par rapport à l'écliptique.

## Compléments